# أعمال شغب بنجرماسين مايو 1997

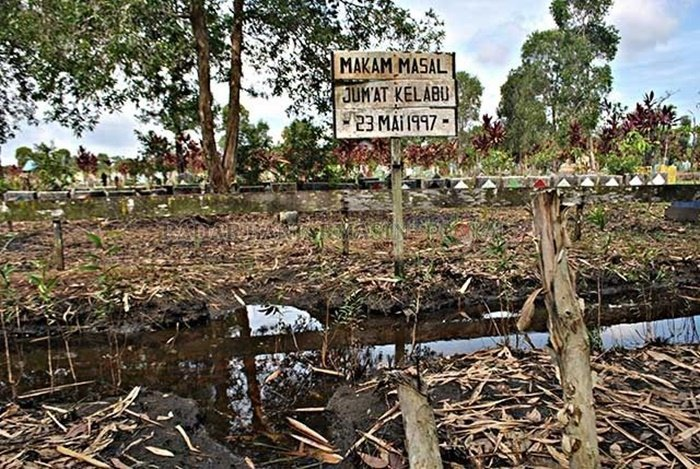
حادثة الشغب في بنجرماسين في شهر مايو 23 عام 1997

وقعت أعمال شغب بنجرماسين مايو 1997 في 23 مايو 1997 في اليوم الأخير من الحملة الانتخابية لـلانتخابات التشريعية الإندونيسية، 1997. في مدينة بنجرماسين الإسلامية المتشددة، كان مؤيدو حزب التنمية المتحد يشعرون بالظلم من استغلال السلطة الواضح من حزب جولكار الحاكم. وبعد صلاة الجمعة، قام آلاف بالهجوم على المؤيدين المتجهين إلى مسيرة تابعة لحزب جولكار.
تسبب العنف الناتج في مقتل العديد من مؤيدي جولكار، بالإضافة إلى الهجوم على أعمال تجارية ضخمة وعلى مسيحيين وصينيين.
حرقت كنيسة باتاك البروتستانتية، القريبة من مسجد كبير، ومنازل مجاورة يمتلكها صينيون وكاتدرائية سانت ماري الكاثوليكية وكنيستين كاثوليكيتين والعديد من المدارس الكاثوليكية ومنزل أحد المسنين. هذا بالإضافة إلى تخريب أو تدمير 8 مراكز تسوق ومتجر ليما كاهايا (الأكبر في المنطقة في ذلك الوقت) وأعمال تجارية يمتلكها صينيون وكنائس تابعة لسبع طوائف ومعبد بوذي وفندقين و21 سيارة و130 منزلاً وأربعة مبان حكومية.
أسفرت أعمال الشغب عن مقتل 137 شخصًا على الأقل، في الأغلب في الدور الثاني في مركز ميترا بلازا التجاري، الذي أقتحمه اللصوص مقاومين لطلب الشرطة المحيطة بالمكان بتسليم أنفسهم.

## وصلات خارجية
Anarki Enam Jam: Rekonstruksi Kerusuhan Jumat Membara di Banjarmasin